# Editora Carlini&Caniato
A Editora Carlini&Caniato é uma editora brasileira, sediada na cidade de Cuiabá, com representação na capital de São Paulo. É conhecida nacionalmente pela alta qualidade da diagramação de seus livros.
Além de atuar como uma editora tradicional, a casa também presta serviços editoriais para livros pessoais e corporativos. É especializada em livros de literatura em geral, e também conta com o selo TantaTinta para livros infanto-juvenis. Com uma visão centrada no território nacional, a editora é engajada em viabilizar apenas autores brasileiros natos ou naturalizados. Também é patrocinadora e uma das idealizadoras do Prêmio Pixé de Literatura, juntamente com a Revista Pixé.

## História
A Carlini & Caniato Editorial atua no mercado brasileiro desde 1998, produzindo livros nas áreas de Literatura, Direito, Economia, Sociologia, Antropologia, História, Fotografia, Artes, Turismo e Biologia. Criada por Ramon Carlini e Elaine Caniato, suas obras são criteriosamente elaboradas, sempre primando pelo ineditismo e pela qualidade editorial de conteúdo e de acabamento.
Em 2003, a Editora lançou o selo infanto-juvenil “TantaTinta”, que atua nos gêneros de Literatura, Didáticos, Paradidáticos e Quadrinhos.

## Selos
- Carlini&Caniato Editorial
- TantaTinta Editora